# Scuola Grande dei Carmini

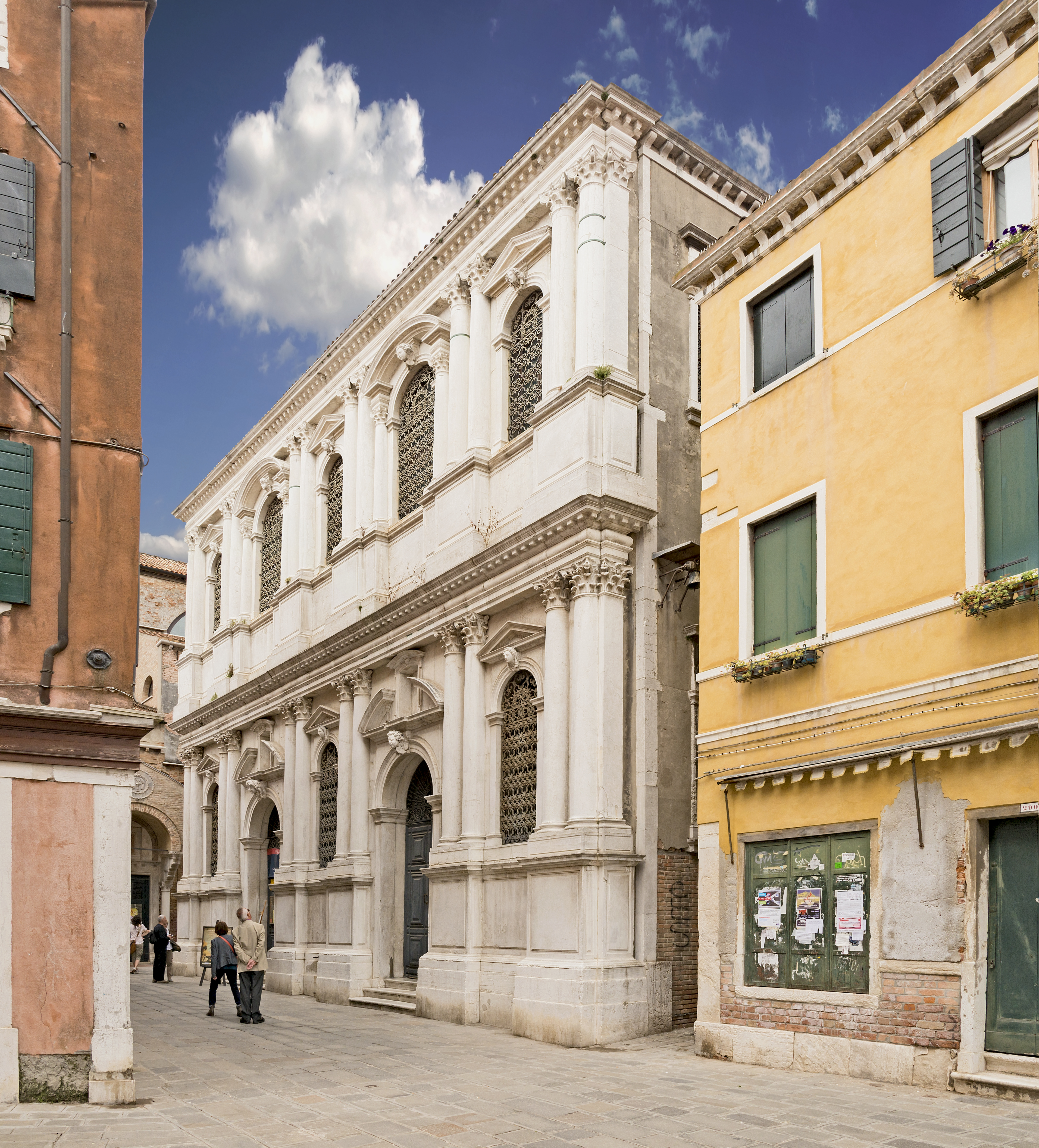
Die Südfassade von Baldassare Longhena vom Campo Santa Margherita

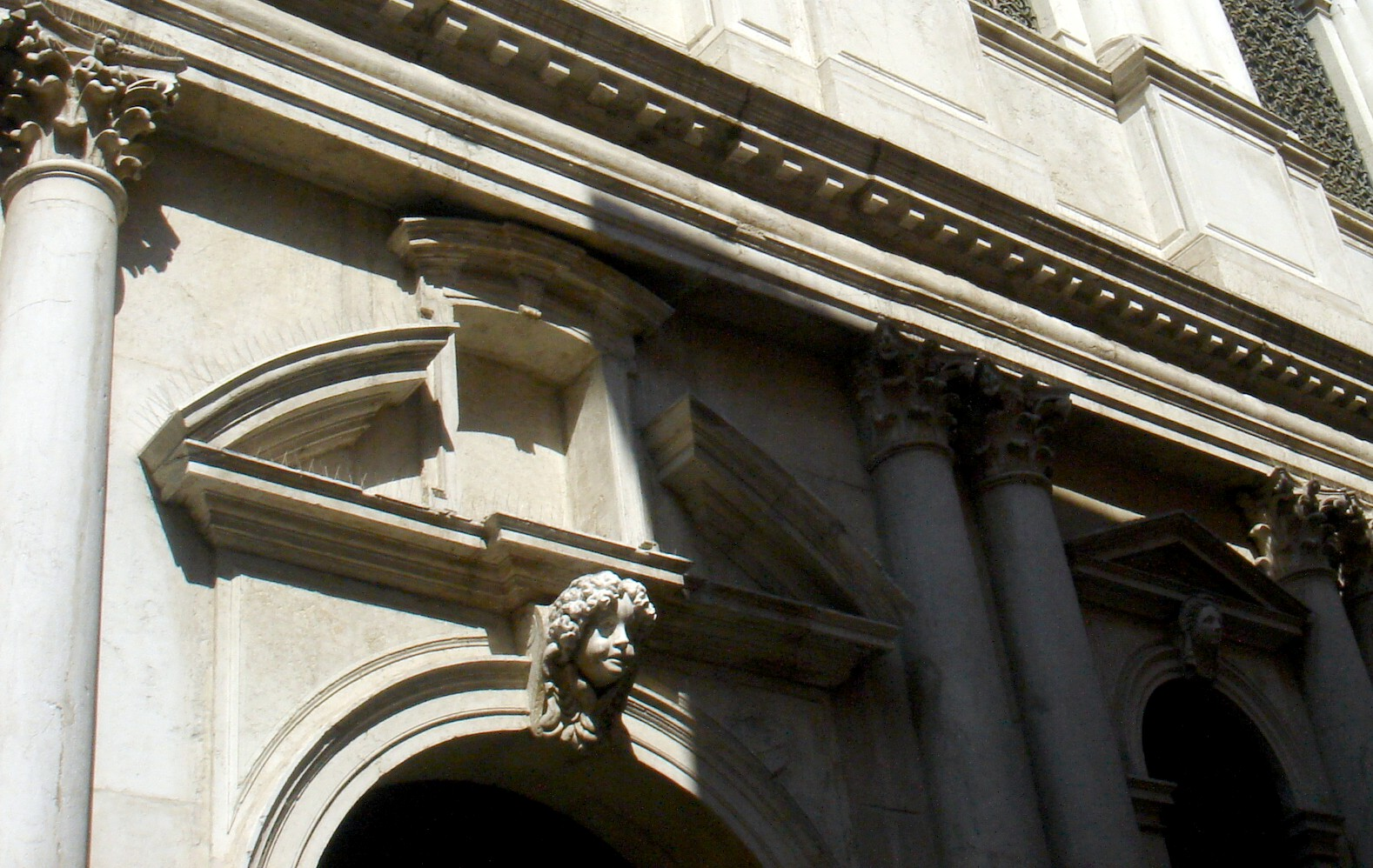
Detail der Südfassade

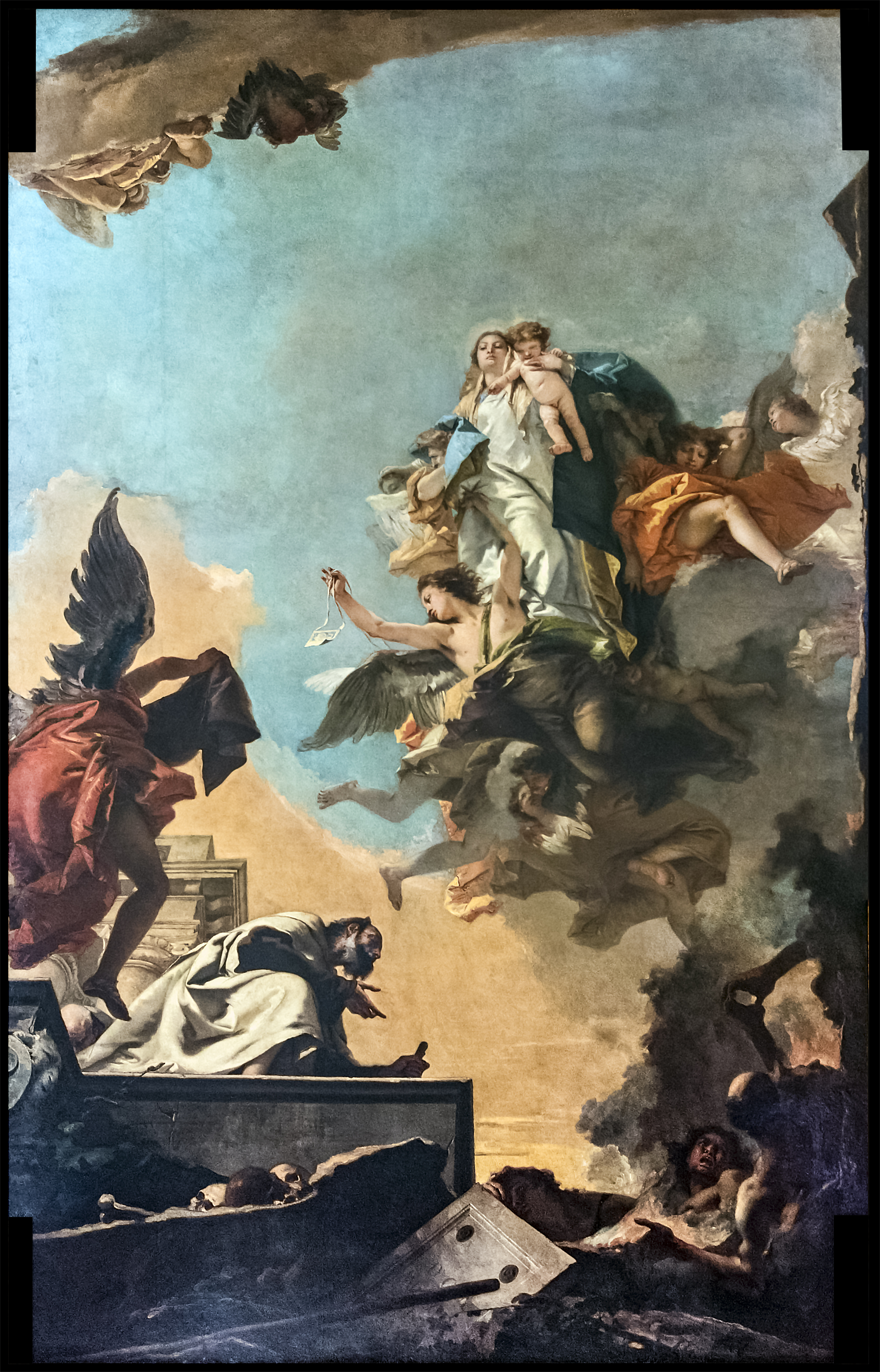
Deckengemälde von Giovanni Battista Tiepolo im Kapitelsaal

Die Scuola Grande dei Carmini war eine der sechs großen Scuole Venedigs. Ihr Gebäude liegt im Sestiere Dorsoduro zwischen dem Campo dei Carmini und dem Campo Santa Margherita bei der Kirche Santa Maria dei Carmini.

## Geschichte
Die Bruderschaft Scuola Grande dei Carmini für Männer und Frauen wurde 1594 gegründet und das Gebäude gegenüber der Kirche errichtet. Der Altar der Bruderschaft in der Kirche ist ebenso wie die Kirche der Madonna del Carmine gewidmet. Die Anerkennung als scuola grande erfolgte erst 1767 durch den Rat der Zehn. 1807 wurde die Schule unter der napoleonischem Herrschaft aufgehoben, aber 1853 wieder eröffnet. Die Bruderschaft ist bis heute aktiv.

## Gebäude
Das Gebäude entstand in zwei Bauphasen. Ein erster, L-förmiger und völlig funktionstüchtiger Abschnitt einschließlich eines Teils der Hauptfassade wurde ab 1627 durch Francesco Caustello errichtet. Nach dem Zukauf des Eckgrundstückes zwischen dem Ausläufer des Platzes und der Kirche dei Carmini wurde 1668 ein neuer Architektenwettbewerb ausgeschrieben, den Baldassare Longhena für sich entschied. Die zweigeschossige Fassade erstreckt sich neben der Klosterkirche.
Die Ausstattung der Scuola, darunter mehrere Deckengemälde von Giovanni Battista Tiepolo entstand im 18. Jahrhundert. Im Erdgeschoss befindet sich eine große einschiffige Kapelle im barocken Stil, deren Hauptaltar der Madonna del Carmelo gewidmet ist. Die flachgedeckte Halle birgt monochrome Wandbilder von Nicolò Bambini (1651–1736). Die schmale Treppe ist mit Stuckaturen von Abbondio Stazio (1663–1745) und Gemälden von Sante Piatti (1687–1747) geschmückt. Im großen Kapitelsaal im Obergeschoss befindet sich das kontrastreiche Deckengemälde Übergabe des Skapuliers an den seligen Simon Stock von Giovanni Battista Tiepolo neben einem Gemälde von Giovanni Battista Piazzetta, das Judith und Holofernes darstellt.
Weitere Kunstwerke in der Scuola stammen von Antonio Zanchi, Alessandro Varotari genannt Il Padovanino, Gregorio Lazzarini, Giustino Menescardi Gaetano Zompini und Antonio Balestra.

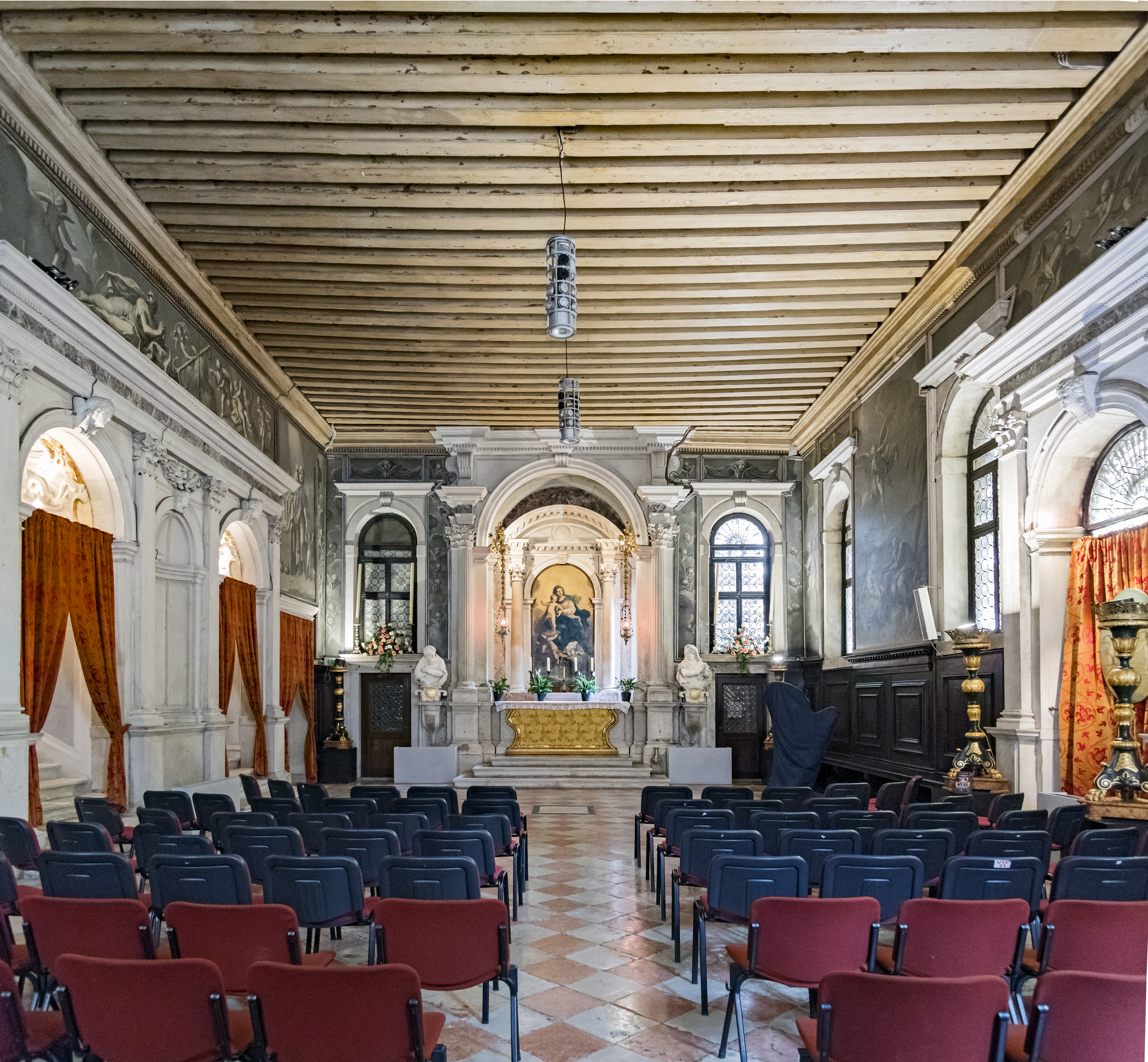
Kapelle im Erdgeschoss mit Treppenaufgang
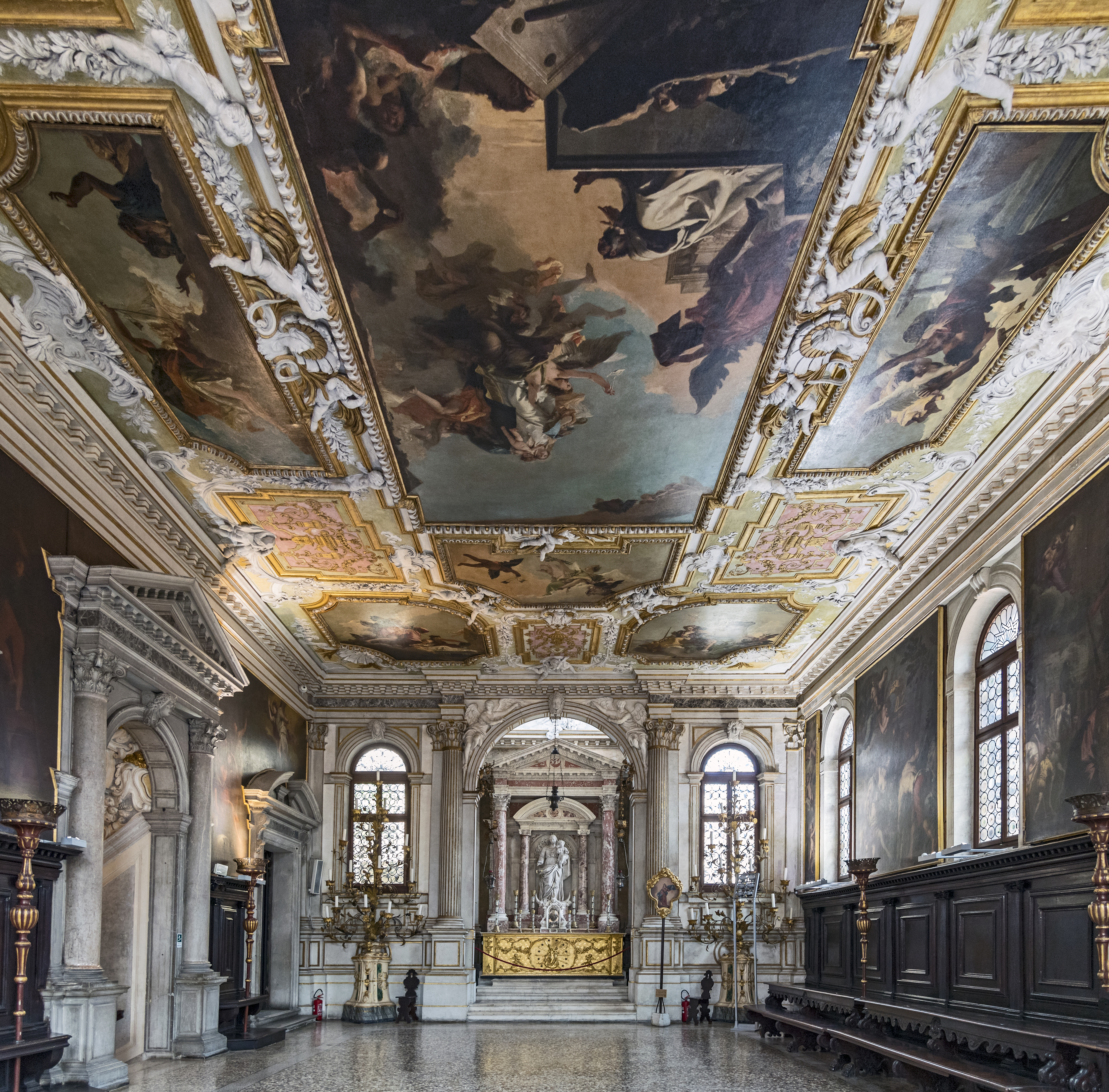
Kapitelsaal
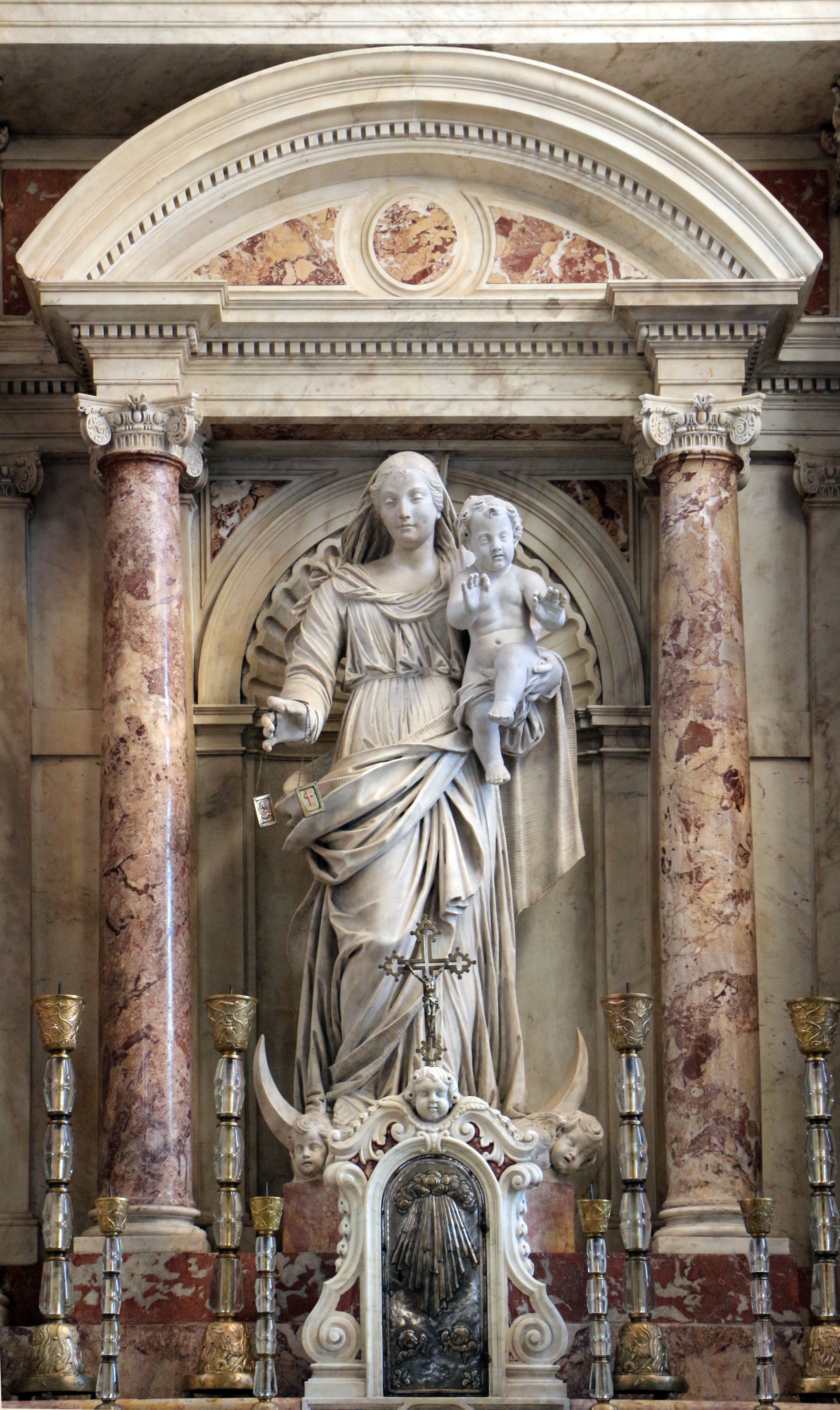
Altar im Kapitelsaal
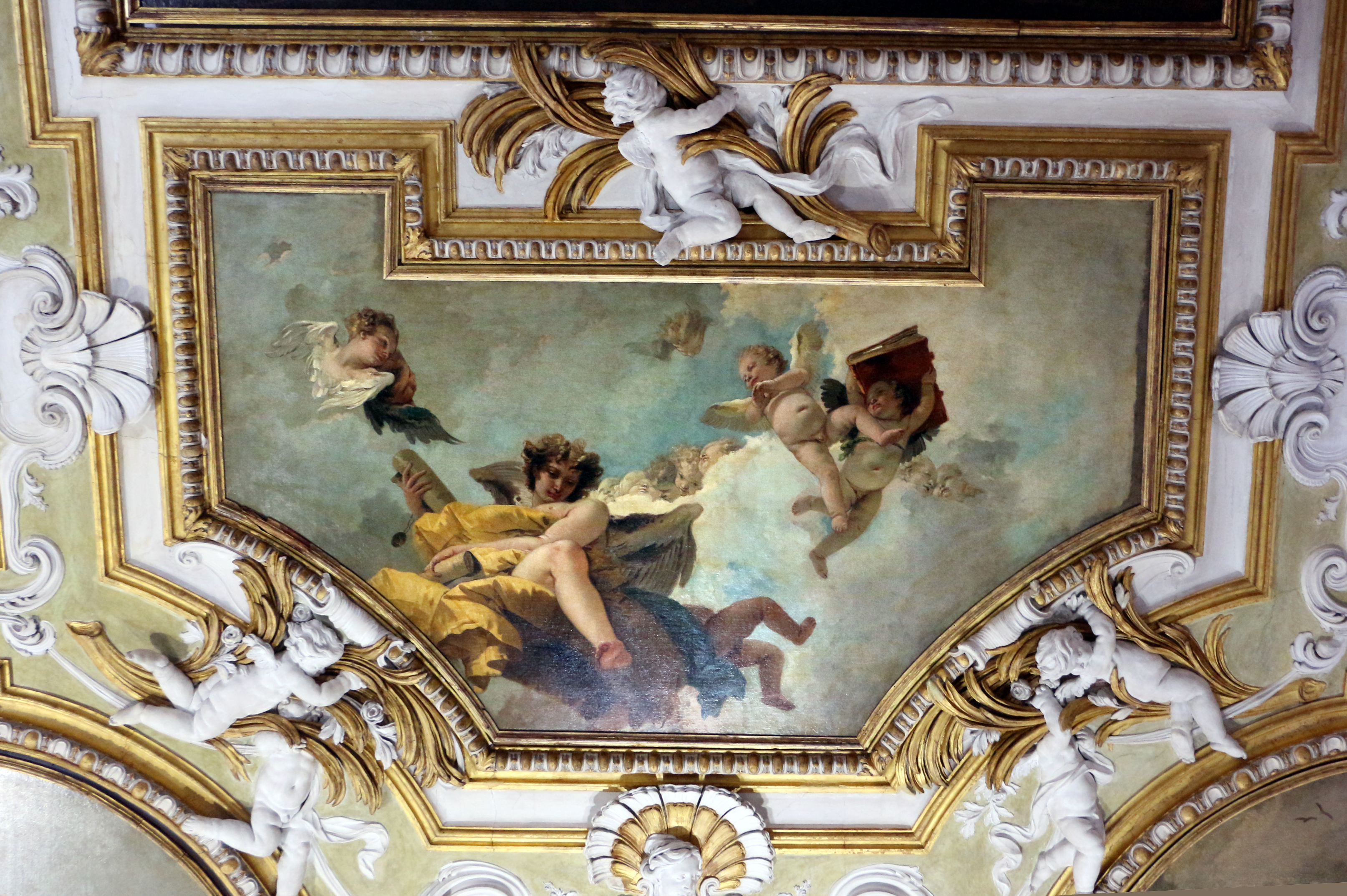
Engel der Ablässe (Tiepolo)